# Age of Empires III: The WarChiefs

Age of Empires III: The WarChiefs là bản mở rộng chính thức đầu tiên cho game thời gian thực chiến lược Age of Empires III. Nó đã được công bố bởi Ensemble Studios và Microsoft Game Studios vào ngày 07 Tháng Ba 2006. Phiên bản thử được phát hành ngày 04 Tháng mười 2006. Bản chính cho máy tính đã được phát hành vào ngày 17 tháng 10 năm 2006 tại Hoa Kỳ. Các phiên bản mở rộng sau đó đã được đi kèm với bản chính Age of Empires III, được gọi là Age of Empires III Gold Edition.

## Bổ sung mới
Người chơi phải có bản gốc Age of Empires III để cài đặt sử dụng các gói mở rộng này. WarChiefs cung cấp một số cải tiến về Age of Empires III. Những cải tiến bao gồm ba nền văn minh bản địa mới:Sioux,Iroquois và Aztec. Home City mới, các tòa nhà mới, một chiến dịch mới, các đơn vị bổ sung, những nền văn minh nhỏ bổ sung và các khái niệm trò chơi mới.
Các nền văn minh châu Âu có thể xây dựng một tòa nhà mới là Saloon để có thể thuê lính đánh thuê ngẫu nhiên. Người chơi phải trả chi phí cao so với lính thường để thuê những lình đánh thuê này. Các Saloon có thể được nâng cấp thành Hall Dance nơi Ronin Samurai có thể được tuyển dụng. Tất cả các nền văn minh có thể xây dựng một sứ quán của người bản địa. Tòa nhà này cho phép người chơi lập một đội quân liên minh với một nền văn minh bản địa nhỏ mà không cần sử dụng Trading post.

## Các nền văn minh mới
- Iroquois - (Lãnh đạo: Tù trưởng Hiawatha): Ngay từ đầu game, người Iroquois đã được phát sẵn một Travois - đơn vị này có khả năng xây dựng các công trình một cách miễn phí. Người Iroquois cũng có thể tạo ra Travois bằng cách cho người dân cầu nguyện ở Fire Pit của họ. Ngoài ra, nhà thám hiểm của họ có khả năng tăng máu cho đồng đội ở gần.
- Aztec - (Lãnh đạo: Tù trưởng Cuauhtemoc): Nhà thám hiểm của họ tăng gấp đôi kinh nghiệm cho các đơn vị gần mình. Họ cũng có Warrior Priest là một đơn vị hồi máu rất tốt, và được phát sẵn một Warrior Priest ở đầu game. Các công trình như War Hut, Noble's Hut có công dụng như Blockhouse (một công trình phòng thủ) nhưng có khả năng bắn xa hơn.
- Sioux - (Lãnh đạo: Tù trưởng Gall): Khởi đầu với 200 dân số mà không cần phải xây nhà. Có thể xây dựng Teepee - một công trình có khả năng hồi phục những đơn vị ở gần. Nhà thám hiểm của họ có tốc độ nhanh nhất game, đồng thời cũng có khả năng tăng tốc độ cho những đơn vị ở gần.

## Cách mạng
Các thuộc địa châu Âu có một tùy chọn mới trong thời đại công nghiệp, thay vì tiến đến thời kỳ đế chế, họ có thể nổi loạn và thành lập một quốc gia mới. Chi phí cho cuộc cách mạng rẻ hơn rất nhiều so với việc tiến đến thời kỳ đế chế. Cách mạng sẽ làm cho kinh tế bị đình trệ bởi tất cả thực dân sẽ biến thành dân quân và không thể tạo ra các thực dân mới (trừ Coureur des Bois của làng Cree). Nhưng tài nguyên vẫn có thể sản xuất qua các tàu đánh cá còn lại, nhà máy và ngân hàng của Hà Lan 